# Claudia Romes
Claudia Romes (* 2. Oktober 1984 in Bonn) ist eine deutsche Autorin mit flämischen Wurzeln.

## Leben
Im Alter von neun Jahren begann Claudia Romes mit dem Schreiben ihrer ersten Kurzgeschichte. Es folgten eine Reihe von Gruselgeschichten im Stil von R.L. Stine, von denen später einige in Anthologien veröffentlicht wurden. Während ihrer Schulzeit schrieb sie für die Schülerzeitung. Danach, als Gesundheits- und Krankenpflegerin, für Klinikmagazine. In dieser Zeit festigte sich der Wunsch in ihr hauptberuflich zu schreiben. Nach einer Vielzahl veröffentlichter Kurzgeschichten folgte 2014 ihr erster Fantasyroman. Sie schreibt in verschiedenen Genres, hauptsächlich jedoch Fantasy und Liebesromane. Anfang 2019 erschien ihr beliebtes Jugendbuch DANA MALLORY und das Haus der lebenden Schatten bei Planet im Thienemann-Esslinger Verlag, für das sich ein russischer Großverlag bereits kurz nach Veröffentlichung die Übersetzungsrechte gesichert hat.
Die Autorin lebt mit ihrer Familie in der Vulkaneifel.

## Veröffentlichungen (Auswahl)
- Cor de Rosas Tochter / Romes, Claudia (Verfasser) 2014: Cor de Rosas Tochter / Claudia Romes. Berlin :  Verlagshaus el Gato, ISBN 978-3-943596-50-2, 2016, abgerufen am 27. August 2019.
- Pulsierendes Herz, Band 1, Bookshouse Verlag, 2016
- Pulsierendes Herz, Band 2, Bookshouse Verlag, 2017
- Feenzauber, Claudia Romes; el Gato, Andrea (2017): Claudia Romes; el Gato, Andrea: Feenzauber. Berlin Verlagshaus el Gato 2016, ISBN 978-3-946049-01-2, 2016, abgerufen am 27. August 2019.
- Immortal Love – Ein Hauch von Menschlichkeit, Dark Diamonds im Carlsen Verlag, 2017 Immortal Love. Ein Hauch von Menschlichkeit/Claudia Romes. Abgerufen am 27. August 2019.
- Unicorn Rise, Band 1, digi:tales im Arena Verlag, März 2018
- Unicorn Rise, Band 2, digi:tales im Arena Verlag, Oktober 2018
- Liebe lieber griechisch, Edel Elements, Mai 2018
- Liebe lieber italienisch, Edel Elements, Oktober 2018
- Dana Mallory und das Haus der lebenden Schatten, Claudia Romes; Jann Kerntke; Planet Girl Verlag (2019) Claudia Romes; Jann Kerntke; Planet Girl Verlag: Dana Mallory und das Haus der lebenden Schatten. Planet im Thienemann-Esslinger Verlag, ISBN 978-3-522-50585-7, Februar 2019, abgerufen am 27. August 2019.
- Die Flamme der Highlands, Edel Elements, April 2019
- Das Erbe von Pollard Creek, dp DIGITAL PUBLISHERS, November 2019, ISBN 978-3-96087-675-5
- Georgianas Gemälde, Edel Elements, Dezember 2019
- A Witching Tale. Die Träume von Belvoir Castle, Isegrim im Spielberg Verlag, Mai 2020